# Yūto Iwasaki
Yūto Iwasaki (japanisch 岩崎 悠人, Iwasaki Yūto; * 11. Juni 1998 in Hikone, Präfektur Shiga) ist ein japanischer Fußballspieler.

## Karriere

### Verein
Yūto Iwasaki erlernte das Fußballspielen in der JFA Academy Fukushima sowie in der Schulmannschaft der Kyoto Tachibana High School. Seinen ersten Vertrag unterschrieb er 2017 bei Kyōto Sanga. Der Club aus Kyōto, einer Stadt im Südwesten der japanischen Hauptinsel Honshū, spielte in der zweithöchsten Liga des Landes, der J2 League. Bis Ende 2018 absolvierte er für den Club 68 Zweitligaspiele. 2019 wechselte er zum Erstligisten Hokkaido Consadole Sapporo nach Sapporo. 2019 absolvierte er acht Erstligaspiele und stand im Finale des J. League Cup. Hier unterlag man im Elfmeterschießen dem Erstligisten Kawasaki Frontale. Die Saison 2020 wurde er an den Ligakonkurrenten Shonan Bellmare nach Hiratsuka ausgeliehen. Für Shonan stand er 16-mal in der ersten Liga auf dem Spielfeld. Im Februar 2021 lieh ihn der Zweitligist JEF United Ichihara Chiba aus. Für JEF United absolvierte er 16 Zweitligaspiele. Direkt im Anschluss wechselte er im August 2021 ebenfalls auf Leihbasis zum Erstligisten Sagan Tosu. Für den Verein aus Tosu betritt er 45 Erstligaspiele. Nach der Ausleihe wurde er am 1. Februar 2023 fest von Sagan Tosu unter Vertrag genommen. Nach insgesamt drei Spielzeiten, in denen er 76 Ligaspiele bestritt, wechselte er im Januar 2024 zum ebenfalls in der ersten Liga spielenden Avispa Fukuoka.

### Nationalmannschaft
Von 2015 bis 2018 spielte er für die U17, U18, U19, U21 und die U23-Nationalmannschaft.
2016 gewann er mit der japanischen U19-Nationalmannschaft die Fußball-Asienmeisterschaft. Im Endspiel besiegte man Saudi-Arabien im Elfmeterschießen.

## Erfolge

### Verein
Hokkaido Consadole Sapporo
- Japanischer Ligapokalfinalist: 2019

### Nationalmannschaft
Japan U19
- U19-Asienmeister: 2016